# 拉里·阿祖尼
拉里·阿祖尼（Larry Azouni，1994年3月23日—）是法國的職業足球運動員，司職防守中場，現效力於法國足球乙級聯賽尼姆奧林匹克。

## 外部連結
- Eurosport profile （页面存档备份，存于）
- France profile （页面存档备份，存于） at FFF